# Man for a Day
Man for a day ist ein Dokumentarfilm von Katarina Peters aus dem Jahr 2012. Uraufgeführt wurde der Film als Eröffnungsfilm der Reihe Perspektive Deutsches Kino bei den 62. Internationalen Filmfestspielen Berlin 2012 in Berlin.

## Inhalt
Die Regisseurin beobachtet einen speziell für den Film gecasteten Workshop der Gender-Aktivistin Diane Torr, bei dem sich Frauen für eine Woche in den Mann ihrer Phantasie verwandeln: Sie erfinden eine männliche Biografie, wählen die entsprechende Kleidung, üben Gesichtshaar anzubringen und erlernen eine neue „männliche“ Körpersprache.
Der Film beschäftigt sich mit Fragen von geschlechtlicher Identität und den Ursprüngen des Verhaltens von Männern und Frauen. Das Erkennen von männlichen und weiblichen Rollenmustern ermöglicht den Teilnehmerinnen und dem Zuschauer eine bewusste Auseinandersetzung mit eigenem Verhalten und eigenen Rollenmusten und wird damit zu einer Basis von Empowerment.

## Kritiken
„Das ist nicht nur erhellend, sondern zeigt auch: Das Spiel mit den Geschlechterrollen kann großen Spaß machen.“

„…selten gab es einen Dokumentarfilm, in dem man selbst sich dauernd unwillkürlich fragte: Was davon trifft auf mich zu?“

„Er (der Film) schärft die Aufmerksamkeit.“